# Гюнтер XII (Шварцбург)
Гюнтер XII фон Шварцбург (на немски: Günther XII von Schwarzburg; † 24 октомври 1308) е граф на Шварцбург.

## Произход
Той е третият син на граф Гюнтер IX фон Шварцбург-Бланкенбург († 1289) и съпругата му Ирмгард.

## Фамилия
Гюнтер XII се жени пр. 21 август 1301 г. за Мехилтд фон Кефернбург († ок. 1334), дъщеря на граф Гюнтер VI фон Кефернбург († 1293) и София Даниловна Галицкая. Те имат децата:
- Гюнтер XVII († сл. 1294)
- Хайнрих IX († 1358), граф на Шварцбург 1308 г., женен I. 1315/1320 г. за Хелена фон Холщайн-Шаумбург († 1341), II. сл. 27 януари 1346 г. за Хелена фон Хоенцолерн-Нюрнберг († пр. 1374)
- Ирмгард († 1340), омъжена за граф Гюнтер VIII фон Кефернбург († 1324)
- Гюнтер XVIII († ок. 1348), граф на Шварцбург-Вахсенбург (1327 – 1354), женен пр. 1326 г. за Рихца фон Шлюселбург († ок. 1348)
- Хайнрих XI († 1326)
- Юта († сл. 1306), монахиня в манастира в Илм
- София († 1342), приорес на манастира в Илм
- Гюнтер XIX († 1320/1335)
- Зигхард († сл. 1316/1326)